# Stipa novakii
Stipa novakii är en gräsart som beskrevs av Jan Otakar Martinovský. Stipa novakii ingår i släktet fjädergrässläktet, och familjen gräs. Inga underarter finns listade i Catalogue of Life.